# Just (Radiohead)
Just is een nummer van de Britse alternatieve rockband Radiohead uit 1995. Het is de vierde single van hun tweede studioalbum The Bends.
"Just" kende als single enkel succes in thuisland het Verenigd Koninkrijk. Het bereikte daar de  19e positie in de hitlijsten. Hoewel het nummer in Nederland geen hitlijsten bereikte, geniet het er wel bekendheid en wordt het regelmatig gedraaid door radiostations die zich toeleggen op alternatieve muziek.